# Windmotor Nijeholtpade
De Windmotor Nijeholtpade was een poldermolen nabij het Fries-Stellingwerfse dorp Nijeholtpade, dat in de Nederlandse gemeente Weststellingwerf ligt. De molen was een middelgrote Amerikaanse windmotor, waarvan het bouwjaar onbekend was. De windmotor stond niet ver van de Tjonger ongeveer anderhalve kilometer ten noordwesten van Nijeholtpade. In 2008 verkeerde de molen in vervallen toestand, in 2014 was bovengronds geen restant meer waar te nemen.